# HK Siscia
Hokejski klub Siscia je ženski klub u hokeju na ledu iz Siska. Klupsko je sjedište na adresi Marijana Celjaka 17, a domaće utakmice se igraju u Ledenoj dvorani Zibel.

## Povijest
Do 2015. godine u Sisku je postojao samo KHL Sisak. Taj klub slovi za nasljednika svih dosadašnjih sekcija i klubova hokeja na ledu u Sisku, u kojem je jedan od najdinamičnijih zimskih sportova prvi put zaigran 1930. godine, a 1934. je u sklopu Športskog društva Slavija osnovan i klub hokeja na ledu. Godine 2015. pojavljuju se određene nesuglasice, pa se dio trenera KHL-a Sisak odvajaju od kluba i osnivaju novi klub, Sisciju. Trenutno klub se vodi kao Inline hokej  i hokejaški klub ,koji se natječe u mlađim uzrastima i kao seniorska ženska ekipa. Muška ekipa trenutno nije aktivna.

## Klupski uspjesi
- Seniorke
- 2021./22. Seniorke prvakinje Hrvatske,
- 2018./19. Seniorke brončane na prvenstvu Hrvatske,
- 2017./18. Seniorke viceprvakinje na prvenstvu Hrvatske,
- 2016./17. Seniorke viceprvakinje na prvenstvu Hrvatske,
- Inline hokej
- 2020./21. Seniorke prvakinje Hrvatske u Inline PH,
- 2018./19. Seniorke prvakinje Hrvatske u Inline PH,
- 2017./18. U15. viceprvaci Hrvatske u Inline PH
- Mlađi uzrasti
- 2019./20. U18, juniorski prvaci JHL.
- 2019./20. U12, ml. kadeti broncani u JHL.
- 2018./19. U16, juniorski prvaci JHL.
- 2017./18. U15, ml. juniori prvaci JHL.

## Reprezentativke Hrvatske
- Nika Rimaj
- Nika Šimić
- Hana Lončarević
- Karla Šojat
- Ana-Marija Antić
- Julija Baždar
- Noa Matak
- Iva Rogina